# Barmstedt
Barmstedt è una città tedesca situata nel land dello Schleswig-Holstein.